# Valle Isarco

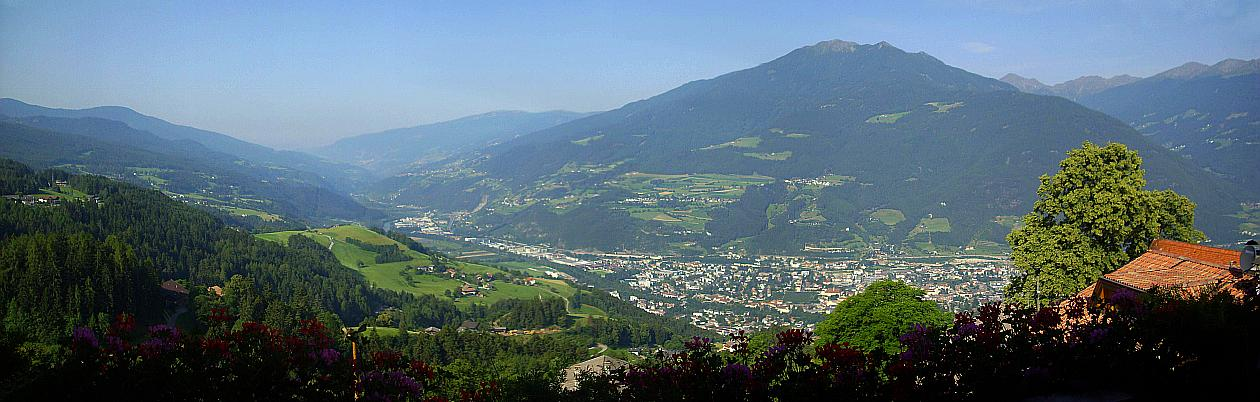
Panorámica vista Valle Isarco

El Valle Isarco (en alemán Eisacktal) es uno de los principales valles del Tirol del Sur (Italia). Geológicamente, va desde la fuente del río Isarco (Eisack) en el Brennero hasta su desembocadura al Adigio, cerca de Bolzano.
Por razones histórico-culturales, solamente se denomina Valle Isarco al sector situado al sur de Fortezza (Franzensfeste). El valle superior del Isarco se denomina Wipptal y constituye un comprensorio por sí solo. El Valle Isarco se subdivide administrativamente en tres comprensorios (en alemán Bezirksgemeinschaften): Valle Isarco, Wipptal y Salto-Sciliar (Salten-Schlern).

## Geografía
El Valle Isarco se caracteriza por el curso del río del mismo nombre, el Isarco (Eisack). Éste abandona el Wipptal en Fortezza. Algunas ciudades importantes situadas a orillas del Isarco son Bressanone, Chiusa, Ponte Gardena y Prato all'Isarco.

## ElcomprensorioValle Isarco
El comprensorio original Valle Isarco/Eisacktal se formó en 1968 como una unión voluntaria de 19 municipalidades del Isarco Medio y Alto. Sin embargo, en 1980, tuvo lugar la separación de 6 localidades, que juntas conforman el comprensorio Wipptal (Alta Valle Isarco). Por tanto, permanecen en el Valle Isarco 13 municipios hasta hoy. El comprensorio abarca desde los límites de la localidad de Fortezza en el norte hasta Ponte Gardena (Waidbruck) en el sur, donde limita con el comprensorio Salto-Sciliar (Salten-Schlern).
El comprensorio cubre un área de 624 km² con aproximadamente 44.500 habitantes (2003). Su capital es Bressanone.

## Municipios

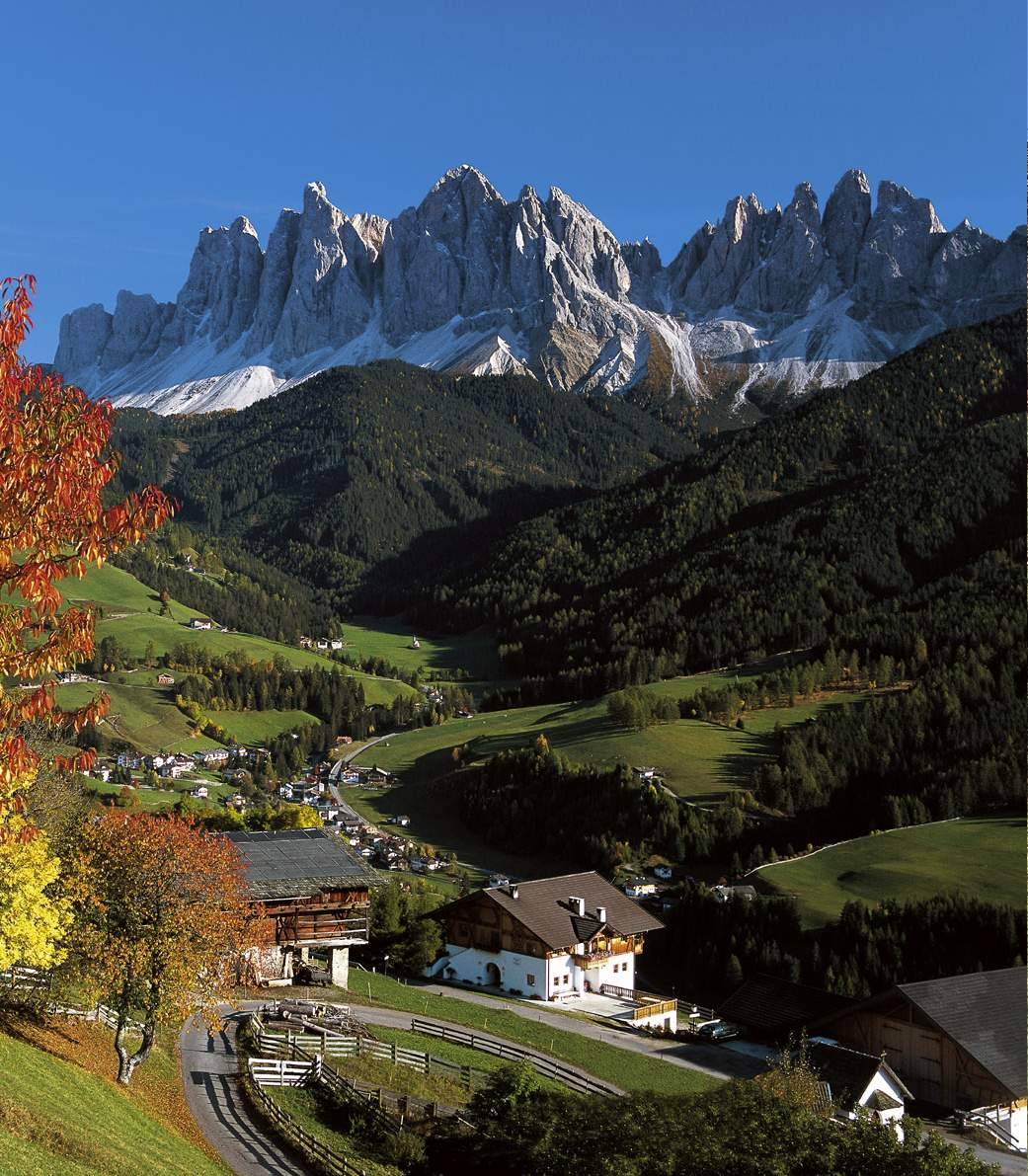
Funes-Villnöß, Valle Isarco.

El comprensorio Valle Isarco/Eisacktal está formado por 13 municipios:
1. Barbiano - Barbian
2. Bressanone - Brixen
3. Chiusa  - Klausen
4. Funes - Villnöß
5. Laion - Lajen
6. Luson - Lüsen
7. Naz-Sciaves - Natz-Schabs
8. Ponte Gardena - Waidbruck
9. Rio di Pusteria  - Mühlbach
10. Rodengo - Rodeneck
11. Varna - Vahrn
12. Velturno - Feldthurns
13. Villandro - Villanders